# Lindsay Anderson
Lindsay Gordon Anderson (Bangalore, 17 april 1923 – Angoulême, 30 augustus 1994) was een Britse filmregisseur.
Lindsay Anderson werd geboren als de zoon van een Britse officier in de Indiase stad Bangalore. Hij studeerde klassieke talen aan de universiteit van Oxford.
De eerste films van Anderson waren korte documentaires. De documentaire Thursday's Children kreeg in 1945 de Oscar voor de beste korte documentaire. In de jaren 50 maakte hij samen met Karel Reisz en Tony Richardson deel uit van de Britse free cinema. Met films als This Sporting Life (1963), if.... (1968) en O Lucky Man! (1973) verwierf hij internationale bekendheid. Met de film if.... won hij in 1969 de Gouden Palm op het Filmfestival van Cannes.
Hij was ook actief als toneelregisseur. Midden de jaren 1960 ensceneerde hij het werk van John Osborne en Nikolaj Gogol.
Anderson was bovendien een belangrijk filmcriticus. Hij schreef voor de Britse tijdschriften Sequence en Sigh & Sound. Hij onderhield ook een nauwe vriendschap met de Amerikaanse regisseur John Ford.
In 1994 stierf Anderson in het Franse Angoulême.

## Filmografie
- 1953: O Dreamland
- 1954: Thursday's Children
- 1957: Every Day Except Christmas
- 1963: This Sporting Life
- 1967: The White Bus
- 1968: if....
- 1973: O Lucky Man!
- 1975: In Celebration
- 1980: Look Back in Anger
- 1982: Britannia Hospital
- 1987: The Whales of August
- 1989: Glory! Glory!